# 133
Năm 133 là một năm trong lịch Julius. 